# Ahvenjärvi (sjö i Enare, Lappland)
Ahvenjärvi är en sjö i kommunen Enare i landskapet Lappland i Finland. Sjön ligger 136,6 meter över havet. Arean är 85 hektar och strandlinjen är 6,54 kilometer lång. Sjön  ingår i Pasvik älvs huvudavrinningsområde.   Den ligger omkring 330 kilometer norr om Rovaniemi och omkring 1000 kilometer norr om Helsingfors. 
Ahvenjärvi ligger söder om Harrijärvi. 